# Classe Yankee
Classe Yankee è il nome in codice NATO di una numerosa classe di sommergibili lanciamissili balistici di costruzione sovietica.
La denominazione russa di questi battelli è progetto 667A Navaga, e ne vennero costruiti 34 esemplari. In seguito, alcuni sottomarini subirono modifiche più o meno estese.
Entrati in servizio tra il 1967 ed il 1974, oggi sono stati quasi tutti radiati.

## Sviluppo
Lo sviluppo di un nuovo sottomarino lanciamissili balistici iniziò nel 1958, ad opera dell'ufficio tecnico Rubin e sotto la supervisione del progettista capo A.S. Kassatsiyer.
Le versioni inizialmente previste erano due, ma in seguito venne deciso di svilupparne solo una. Lo sviluppo fu tuttavia piuttosto complesso, in particolare per problemi tecnici legati al sistema di lancio dei missili. Il progetto, infatti, era fortemente innovativo, visto che si trattava del primo sottomarino sovietico in grado di trasportare un grande numero di missili balistici, che potevano essere lanciati in immersione.
In seguito alle pesanti modifiche che fu necessario operare, il progetto venne rinominato 667A, e posto sotto la supervisione di S. I. Kovalev. L'autorizzazione a portare avanti lo sviluppo del nuovo mezzo risale al 1962.
La costruzione del primo esemplare della classe, il K 137 Leninets, venne intrapresa nel cantiere navale Sevmash, a Severodvinsk, nel 1964. Il battello fu varato nel 1966 e, dopo una serie di test condotti nel mese di luglio, entrò in servizio nel 1967 nella Flotta del Nord.
In totale, vennero costruiti 34 battelli di questo tipo, che entrarono in servizio tra il 1967 ed il 1974: 24 a Sevmash per la Flotta del Nord, e 10 a Komsomol'sk-na-Amure per la Flotta del Pacifico.
In seguito ai trattati sul disarmo, numerosi esemplari vennero modificati. La quasi totalità dei classe Yankee è stata radiata entro il 1994.

## Tecnica
I classe Yankee erano una decisa evoluzione rispetto alla precedente classe Hotel. Infatti, non solo erano di dimensioni maggiori (erano più lunghi di una ventina di metri ed avevano un dislocamento che era quasi il doppio), ma, soprattutto, erano in grado di imbarcare un numero di missili maggiore.
Questi battelli avevano il doppio scafo. Quello interno aveva un diametro di 9,4 metri ed era diviso in dieci compartimenti. Lo scafo esterno venne progettato per avere una resistenza con l'acqua il più possibile minore, in modo tale da essere meno individuabile durante l'attività subacquea. Per aumentare la silenziosità, vennero realizzate delle eliche speciali. Inoltre, entrambi gli scafi avevano speciali rivestimenti antirumore.
Decisamente moderne per l'epoca erano le dotazioni di bordo. Infatti, gli Yankee furono equipaggiati con un sistema di gestione della battaglia (chiamato Cloud) in grado di ricevere segnali alla profondità di 50 metri. Questo funzionava grazie ad un'antenna particolare, chiamata Paravan.
Inoltre, grazie al sistema di navigazione Tobol (il primo sistema di navigazione sovietico che utilizzava i satelliti), i Navaga potevano operare nelle regioni artiche. Questo sistema venne montato dopo il quinto esemplare (i primi quattro montavano il sistema Sigma).

## Armamento
L'armamento era estremamente potente rispetto alla precedente classe Hotel. Infatti, gli Yankee potevano imbarcare ben 16 missili SS-N-6 (contro i tre della generazione precedente), sistemati in due file parallele nel quarto e nel quinto compartimento. Il sistema di lancio era del tipo D-5.
I missili potevano essere lanciati, in salve da quattro, da una profondità di 40-50 metri alla velocità di 3 o 4 nodi. Ogni salva richiedeva un tempo di preparazione di 8 minuti (con l'eccezione della terza salva, per la quale il tempo di attesa era di 20-35), ed i missili erano lanciati ad intervalli di otto secondi. Il tempo necessario per tornare alla profondità di lancio era di tre minuti.
I missili, grazie al sistema di navigazione satellitare Tobol, potevano essere lanciati anche da latitudini superiori agli 85 gradi.
L'armamento inoltre comprendeva quattro tubi lanciasiluri da 533 mm e due da 400 mm, con 18 siluri complessivi.

## Il servizio
Gli Yankee furono i primi sottomarini sovietici ad avere una potenza di fuoco paragonabile a quella degli equivalenti mezzi americani.
Si trattava di una decisa evoluzione rispetto ai classe Hotel, ma erano meno sofisticati dei contemporanei mezzi in servizio nella NATO.
Questi sottomarini avevano un ruolo fondamentale nell'ambito della deterrenza atomica sovietica: in particolare, venivano utilizzati per lunghe crociere al largo delle coste degli Stati Uniti, in modo da bilanciare la presenza di armi atomiche NATO in Europa Occidentale.
In seguito ai trattati sul disarmo, molti battelli sono stati sottoposti a modifiche, anche molto estese. Gran parte di questi sottomarini è stata radiata dopo il 1994.

## Incidenti

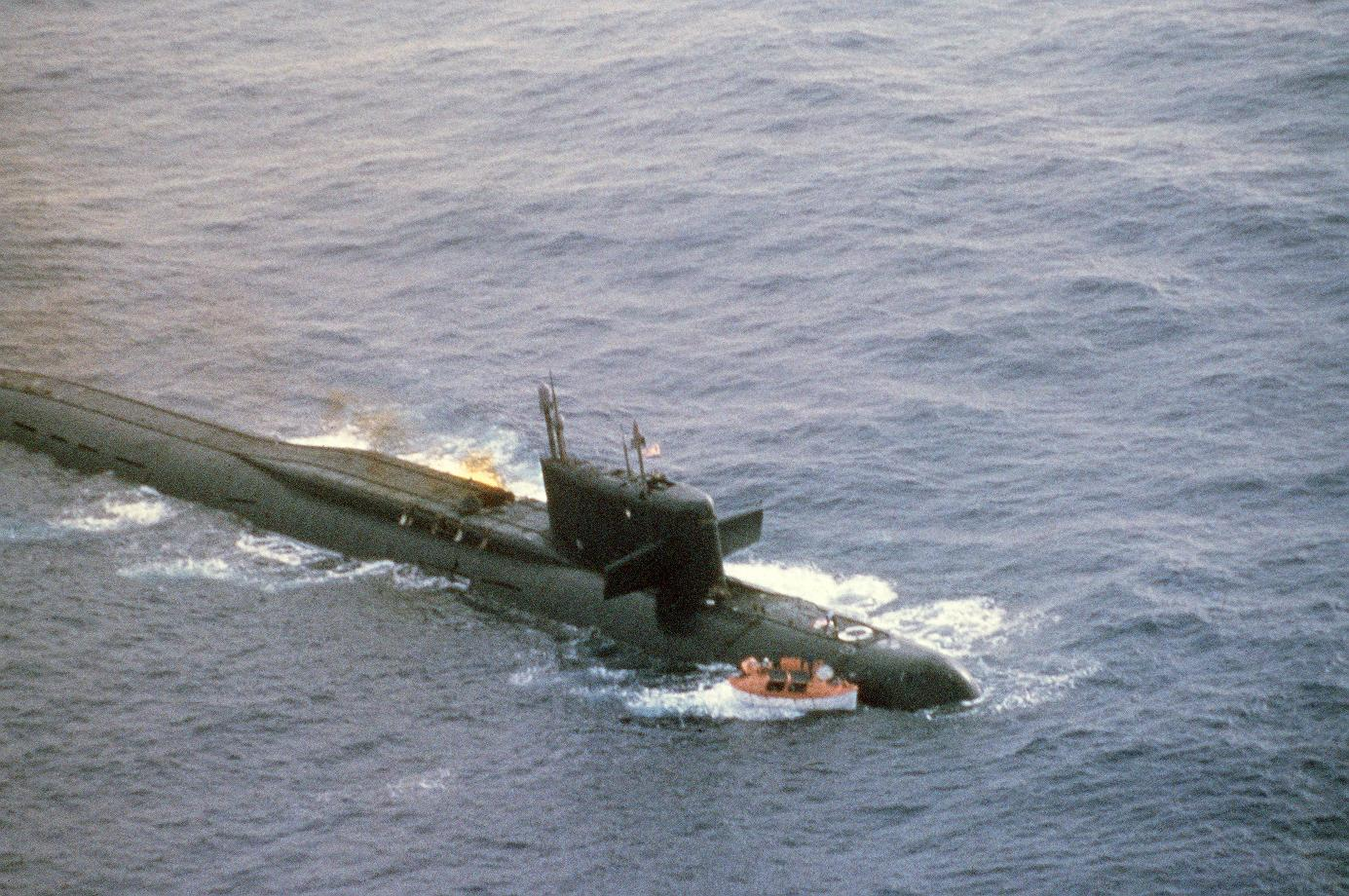
Il K 219 danneggiato

Gli incidenti più gravi che ebbero come protagonisti sottomarini della classe Yankee sono tre.
Il primo risale al 23 agosto 1968, quando il K 140 ebbe un problema al reattore.
Nel maggio 1974, vicino alla base navale di Petropavlovsk, un classe Yankee ebbe una collisione con un sottomarino americano, il Pintado (SSN-672). Il sottomarino sovietico fu leggermente danneggiato, ma riuscì a tornare alla sua base.
Molto più grave fu l'incidente di cui rimase vittima il K 219 il 3 ottobre 1986, a bordo del quale si verificò un'esplosione: i morti furono quattro. L'incidente avvenne a 970 km ad est delle isole Bermude.

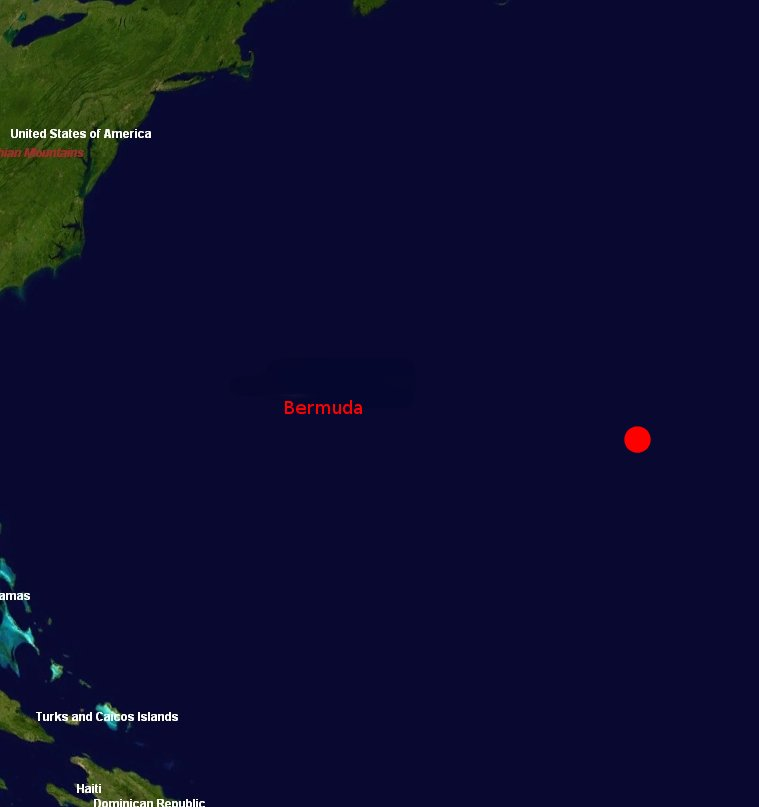
Il luogo dell'affondamento del K 219.

L'equipaggio fece emergere il battello e riuscì a spegnere il reattore. Il sottomarino venne autoaffondato il 6 ottobre, ed oggi giace su un fondale di 5.500 metri. La vicenda è stata raccontata da un libro e da un film.

## Versioni costruite
I classe Yankee vennero costruiti in 34 unità complessive. Alcuni battelli in seguito subirono modifiche più o meno estese.
- Progetto 667A Navaga (nome in codice NATO: classe Yankee): si tratta della versione base, costruita in 34 esemplari tra il 1967 ed il 1974. I dati tecnici in tabella si riferiscono a questa versione.
- Progetto 667AU Navaga (nome in codice NATO: classe Yankee): versione modificata realizzata tra il 1972 ed il 1983. Le modifiche riguardarono l'intera classe, e comportarono l'installazione del nuovo sistema di lancio D-5U. Questo permise agli Yankee di imbarcare i più sofisticati missili R-27U (una versione aggiornata dell'SS-N-6). Questi battelli sono stati radiati nel 1990.
- Progetto 667AM Navaga-M (nome in codice NATO: classe Yankee II): si tratta di una versione con armamento modificato progettata da Margolin, che interessò il solo K 140. I lavori furono effettuati tra il 1977 ed il 1980, e comportarono l'installazione del sistema di lancio D-11. In questo modo, fu possibile imbarcare 12 missili a propellente solido SS-N-17 Snipe, che potevano essere lanciati a profondità superiori ai 50 metri. Inoltre, il sistema di caricamento dei tubi lanciasiluri venne reso più rapido. Le modifiche portarono ad un aumento del dislocamento in immersione, che raggiunse le 10.000 tonnellate. Ovviamente, visto che l'impianto propulsivo era rimasto il medesimo della versione base, la velocità subacquea risultò leggermente inferiore (24 nodi). L'equipaggio era leggermente più numeroso e raggiungeva i 130 elementi. Non sono chiari i motivi che indussero i sovietici alla conversione di un solo esemplare.

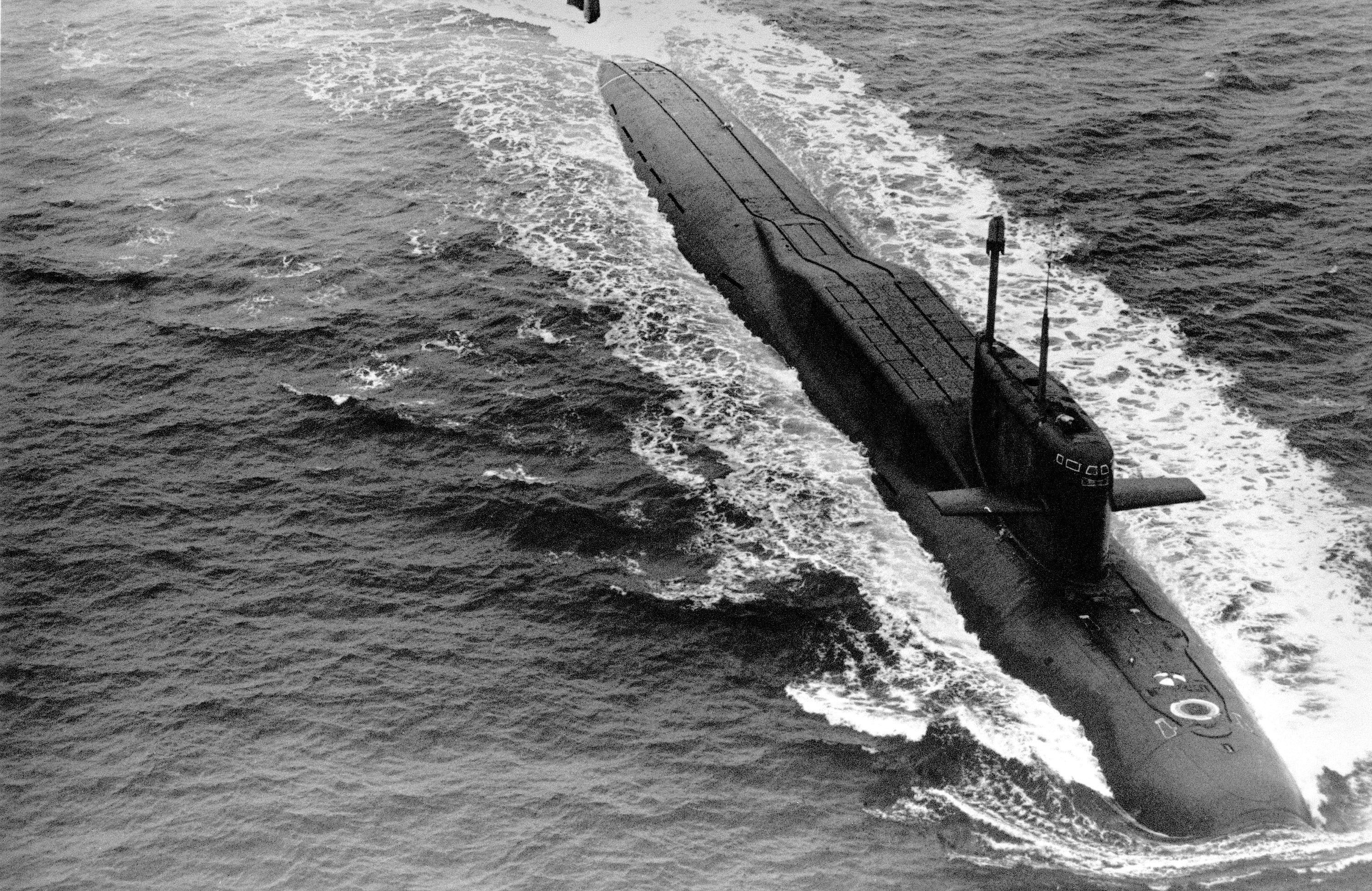
Il K 140 "Yankee II" in navigazione

- Progetto 667M Andromeda (nome in codice NATO: Yankee Sidecar o Yankee SSGN): si tratta della versione modificata per testare il missile da crociera supersonico SS-N-24 Scorpion. La modifica venne attuata nel 1982 su un solo esemplare, il K-420. La lunghezza era di 153 metri e la larghezza di 15-16, mentre il dislocamento in immersione raggiunse le 13.650 tonnellate. Lo sviluppo del sistema d'arma venne poi interrotto ed il sottomarino rimase disarmato.
- Progetto 667AT Grusha (nome in codice NATO: Yankee Notch): si tratta della ricostruzione attuata su sette battelli tra il 1982 ed il 1991. La lunghezza raggiunse i 140 metri e la larghezza i 12, mentre il dislocamento era di 9.250 tonnellate in emersione e di 11.500 tonnellate in immersione. L'armamento comprendeva tra i 20 ed i 40 missili SS-N-21, ed il numero di tubi lanciasiluri venne portato ad otto (tutti da 533 mm). Questa versione venne elaborata per rispettare gli accordi sul disarmo e sulla limitazione delle armi strategiche, ma in realtà erano in grado di effettuare attacchi nucleari. Infatti, i trattati sul disarmo riguardavano gli SLBM, non i missili da crociera (imbarcati in gran numero su questa versione). La classificazione ufficiale è SSN (sommergibili da attacco), ma per il loro armamento possono essere considerati SSGN. La conversione ha riguardato: K 236, K 395, K 399, K 408, K 415, K 418 e K 423. Sono stati quasi tutti ritirati dal servizio tra il 1988 ed il 1994.
- Progetto 09774 Akson (nome in codice NATO: Yankee Pod o Yankee SSAN): si tratta della conversione attuata sul sottomarino K 403, che fu convertito in battello per missioni speciali (in particolare, per la sperimentazione di sonar). Particolari dotazioni vennero montate nei compartimenti dove prima erano alloggiati i missili. Non è armato. La modifica venne effettuata tra il 1979 ed il 1984. Risulta ancora oggi operativo nella Flotta del Nord.
- Progetto 09780 (nome in codice NATO: Yankee Stretch): si tratta della conversione operata sul K 411 nel 1990. La lunghezza, di 160 metri, lo rende il più grande Yankee mai realizzato. Venne modificato per il trasporto di minisommergibili classe Paltus. Non ha armamento missilistico e, come lo Yankee Pod, ha missioni di spionaggio subacqueo, ricerca oceanografica e recupero. Risulta ancora oggi operativo nella Flotta del Nord.
- Yankee SSN: si tratta di 16 battelli a cui vennero tolti i missili balistici. Mantennero solo i tubi lanciasiluri e la sezione centrale, che conteneva i missili, fu rimossa. Alcuni esemplari, la cui conversione non fu completata, non potevano imbarcare i missili balistici e vennero chiamati Yankee SSNX. Sono stati tutti radiati.

## Esemplari entrati in servizio
In totale, vennero costruiti 34 esemplari di una sola versione (progetto 667A). In seguito, alcuni di questi vennero modificati per vari scopi.
Tutti i battelli vennero radiati tra il 1988 ed il 1994, con l'eccezione di pochi esemplari. Oggi ne sopravvivono un paio, che però non hanno compiti di combattimento.

### Esemplari costruiti presso il cantiere Sevmash
Gli esemplari costruiti presso il cantiere Sevmash di Severodvinsk furono 24. Questi battelli entrarono in servizio nella Flotta del Nord, ed erano noti con il nome di Navaga.
| VMF Sovietica - VMF russa  | VMF Sovietica - VMF russa | VMF Sovietica - VMF russa | VMF Sovietica - VMF russa | VMF Sovietica - VMF russa | VMF Sovietica - VMF russa                                      |
| Nome                       | Impostazione              | Varo                      | Entrata in servizio       | Modifiche                 | Status                                                         |
| -------------------------- | ------------------------- | ------------------------- | ------------------------- | ------------------------- | -------------------------------------------------------------- |
| K-137 Leninets             | 9 novembre 1964           | 28 agosto 1966            | 5 novembre 1967           |                           | Radiato nel 1994 e demolito nel 2002                           |
| K-140                      |                           |                           | 30 dicembre 1967          | Yankee II                 | Demolito nel 1990                                              |
| K-26                       |                           |                           | 3 settembre 1968          |                           | Demolito nel 1993                                              |
| K-32                       |                           |                           | 26 ottobre 1968           |                           | Demolito nel 1998                                              |
| K-216                      |                           |                           | 27 dicembre 1968          |                           | Smantellato nel 1994                                           |
| K-207                      |                           |                           | 30 dicembre 1968          |                           | Smantellato nel 2001                                           |
| K-210                      |                           |                           | 6 agosto 1969             |                           | Smantellato nel 1998                                           |
| K-249                      |                           |                           | 27 settembre 1969         |                           | Demolito nel 1993                                              |
| K-253                      |                           |                           | 28 ottobre 1969           |                           | Smantellato nel 2000                                           |
| K-395                      |                           |                           | 5 dicembre 1969           | Yankee Notch              | Radiato nel 2002                                               |
| K-408                      |                           |                           | 25 dicembre 1969          | Yankee Notch              | Smantellato nel 1995                                           |
| KS-411 Orenburg (ex K-411) |                           |                           | 31 agosto 1970            | Yankee Stretch            | Radiato nel 2004 e tornato in servizio nel 2006 dopo revisione |
| K-418                      |                           |                           | 22 settembre 1970         | Yankee Notch              | Smantellato nel 1999                                           |
| K-420                      |                           |                           | 29 ottobre 1970           | Yankee Sidecar            | Radiato e demolito nel 2000                                    |
| K-426                      |                           |                           | 22 dicembre 1970          |                           | Radiato nel 1990                                               |
| K-423                      |                           |                           | 13 novembre 1971          | Yankee Notch              | Radiato nel 1996                                               |
| K-415                      |                           |                           | 30 dicembre 1971          | Yankee Notch              | Demolito nel 1994                                              |
| KS-403 (ex K 403)          |                           |                           | 20 agosto 1971            | Yankee Pod                | Operativo                                                      |
| K-245                      |                           |                           | 16 dicembre 1971          |                           | Smantellato nel 1995                                           |
| K-214                      |                           |                           | 31 dicembre 1971          |                           | Demolito nel 2000                                              |
| K-219                      |                           |                           | 31 dicembre 1971          |                           | Affondato per incidente il 6 ottobre 1986                      |
| K-228                      |                           |                           | 31 dicembre 1972          |                           | Radiato nel 1995 e demolito nel 1998                           |
| K-241                      |                           |                           | 23 dicembre 1971          |                           | Radiato nel 1994 e smantellato nel 1995                        |
| K-444                      |                           |                           | 12 settembre 1972         |                           | Smantellato nel 1995                                           |

### Esemplari costruiti a Komsomol'sk na Amure
Gli esemplari vennero costruiti presso il cantiere di Komsomol'sk-na-Amure furono 10, ed entrarono in servizio con la Flotta del Pacifico. Erano noti con il nome di Nalim.
| VMF Sovietica - VMF russa | VMF Sovietica - VMF russa | VMF Sovietica - VMF russa | VMF Sovietica - VMF russa | VMF Sovietica - VMF russa | VMF Sovietica - VMF russa |
| Nome                      | Impostazione              | Varo                      | Entrata in servizio       | Modifiche                 | Status |
| ------------------------- | ------------------------- | ------------------------- | ------------------------- | ------------------------- | --- |
| K-399                     |                           |                           | 24 dicembre 1969          | Yankee Notch              | Radiato nel 1996 e demolito nel 1998                                                                                              |
| K-434                     |                           |                           | 21 ottobre 1970           |                           | Radiato nel 1989 |
| K-236                     |                           |                           | 27 dicembre 1970          | Yankee Notch              | Radiato nel 1994 e demolito nel 1995                                                                                              |
| K-389                     |                           |                           | 1970                      |                           | Demolito nel 1995 |
| K-252                     |                           |                           | 1971                      |                           | Demolito nel 1995 |
| K-258                     |                           |                           | 1971                      |                           | Demolito nel 1998 |
| K-446                     |                           |                           | 1971                      |                           | Radiato nel 1996 |
| K-451                     |                           |                           | 1971                      |                           | Smantellato nel 1999 |
| K-436                     |                           |                           | 1972                      |                           | Smantellato nel 1998 |
| K-430                     |                           |                           | 1972                      |                           | Radiato nel 1995 ed in seguito smantellato. La torre è stata installata sul Territorio dell'Istituto Navale dell'Estremo Oriente. |